# Fontrabiouse
Fontrabiouse (em catalão:  Font-rabiosa) é uma comuna francesa na região administrativa da Occitânia, no departamento dos Pirenéus Orientais. Estende-se por uma área de 15.57 km², e possui 126 habitantes, segundo o censo de 2018, com uma densidade de 8.1 hab/km².